# Marabau
Marabau is een bestuurslaag in het regentschap Pariaman van de provincie West-Sumatra, Indonesië. Marabau telt 760 inwoners (volkstelling 2010).